# Mesembryanthemum dinteri
Mesembryanthemum dinteri är en isörtsväxtart som beskrevs av Adolf Engler. Mesembryanthemum dinteri ingår i Isörtssläktet som ingår i familjen isörtsväxter. Inga underarter finns listade i Catalogue of Life.